# 山本悌二郎
山本悌二郎（日语：／，1870年2月10日—1937年12月14日），日本政治家、实业家，曾任众议院议员、农林大臣。

## 生平
1870年2月10日，山本悌二郎出生于新潟县佐渡郡（今佐渡市）的地方望族，父亲山本桂是汉方医，他是山本桂的次子。1882年，山本悌二郎到东京，在二松学舍学习一段时间后，转入独逸学协会学校（今独协中学）学习德语。1886年3月，从独逸学协会学校毕业后，以宫内省的奖学金赴德国留学，学习经济学和農業化學，先后在包岑农业学校、霍恩海姆大學等处学习，后在莱比锡大学读农业土木工程专业。1893年4月获得博士学位后，他到英国考察农业一年，后于1894年回国。

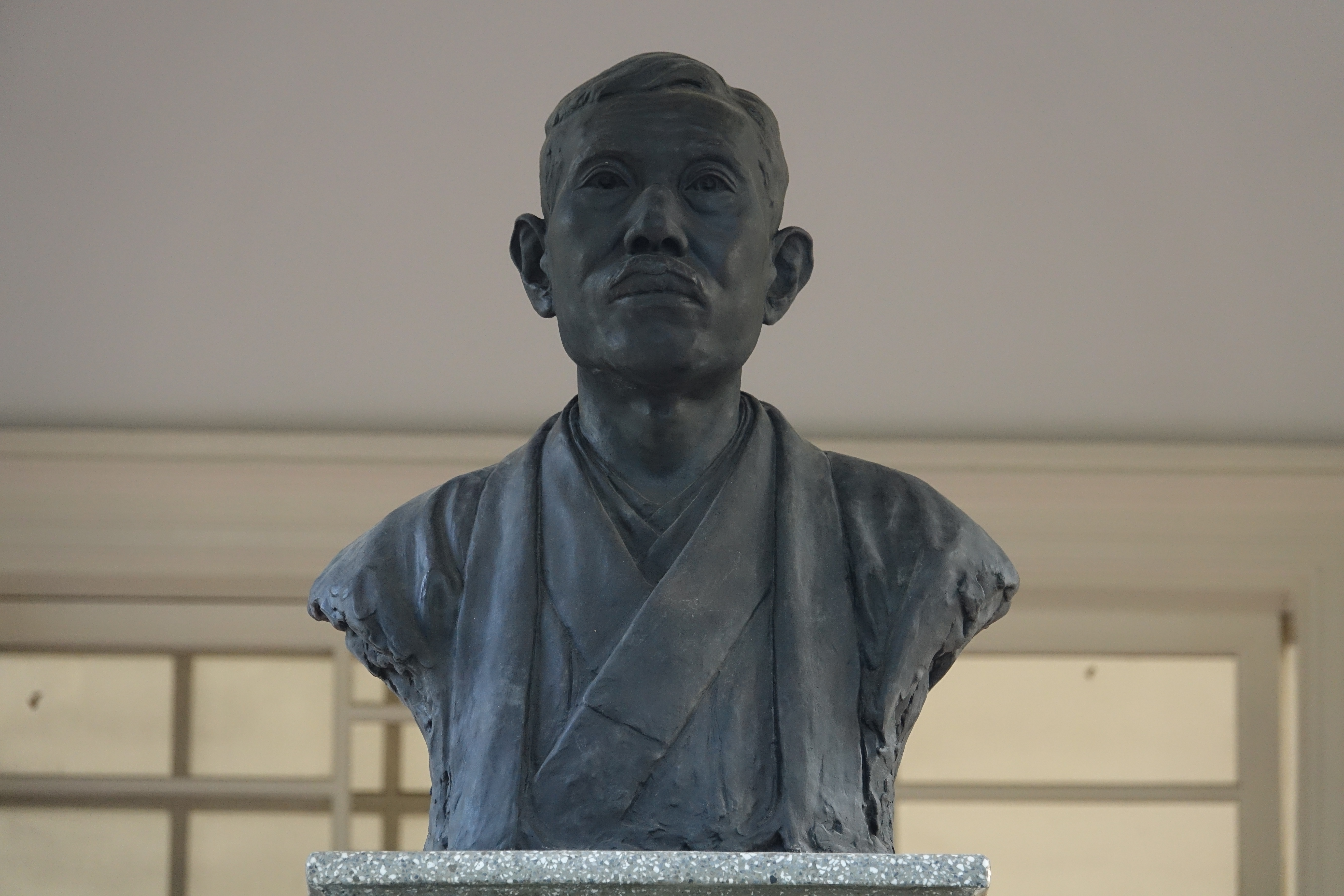
橋頭糖廠山本悌二郎銅像

1894年3月，回国后的山本悌二郎出任宫内省御料局囑託。1895年11月，任仙台第二高等学校教授等职。1897年，入职日本興業銀行，曾担任鉴定科长（鑑定課長）。1900年，参与筹备成立臺灣製糖株式會社（DM三井制糖的前身之一）。1900年10月，他与后来的台湾制糖首任社长铃木藤三郎一起到台湾为该公司选址，并最终将厂址定在高雄橋頭。1901年2月2日，山本出任经理（支配人），并全面负责工厂建设。1901年11月，台湾制糖橋頭糖廠（橋仔頭製糖所）竣工，后于1902年1月正式投产。1904年8月20日，山本任台湾制糖董事。1904年，山本悌二郎作为立宪政友会候选人参加第九届日本众议院议员选举，并在旧新潟第一区当选。1904年3月2日至1937年4月30日间，山本先后当选11次。1904年8月，任台湾精糖株式会社董事（取締役）。1905年3月23日，山本任常务董事，1910年7月29日任专务董事。1916年，山本悌二郎出任臺灣倉庫株式会社首任社长。1920年7月，任政友会总务委员。1921年10月28日，任台湾制糖董事长兼董事，1925年10月28日，出任台湾精糖株式会社第三任社长，1927年4月任会长。
1927年4月20日，辞去台糖社长职务，同日出任田中义一内阁的农林大臣。1931年，再次出任犬养内阁的农林大臣。山本悌二郎支持國粹主義（日本民族主义），晚年定居东京目黑的他积极推动国体明征运动，曾担任大东文化协会的副会长、会长。
1937年12月14日，山本悌二郎在大东文化协会门口晕倒，因脑溢血去世，享年67岁，葬于多磨靈園。

## 书画收藏
山本悌二郎对中国书画艺术的喜爱源自年少时受父亲以及日本儒学者圆山溟北的教育与指导，他通汉学，能作汉诗，精于鉴赏书画。他取号“二峰”，在东京宅邸设“澄怀堂”，系统性地搜集收藏有两千余件中国唐宋以来至晚清时期的书法与名画。他对收藏极为考究，得到新作后常请內藤湖南、长尾雨山、罗振玉、黑木钦堂等书画专家鉴定，因而他的很多收藏上都有这些专家的题跋或题签。1923年關東大地震后，山本悌二郎为避免澄怀堂藏品遭遇不测，将其中1,176件精品收录为12卷的《澄怀堂书画目录》。山本悌二郎晚年，将部分藏品售出，但六成珍藏交给亲信猪熊信行继承。

## 刀剑收藏
山本悌二郎是日本关东地区著名的刀剑收藏家，曾担任中央刀剑社第五任社长，知名收藏包括“德善院贞宗”、“加藤国广”、“日向正宗”和“注连丸行平”等。

## 纪念
1923年5月，台湾屏東县來義鄉的二峰圳竣工，以山本悌二郎的雅號命名。
1941年，由“二峰先生小傳編纂會”所著的《山本二峰先生小傳》在東京市出版。1965年，山本悌二郎先生顕彰会出版了由山本修之助创作的传记《山本悌二郎先生》。

## 备注
1. ↑  日语中“独逸”指德国，源自德意志的音译
2. ↑  第9～16、18～20届当选[2]
3. ↑  也作“二峯”[1][5]，据称源自其家乡佐渡岛的大佐渡山脉和小佐渡山脉[3]